# Silencio, estrenamos
Silencio, estrenamos va ser una sèrie espanyola de TV, escrita i protagonitzada per Adolfo Marsillach, amb realització de Pilar Miró i estrenada per Televisió espanyola en 1974.

## Argument
Igual que havia fet tretze anys abans amb el cinema a Silencio, se rueda, Marsillach s'ocupa en aquesta sèrie de disseccionar el món del teatre, revelant les pressions, els nervis i les vicissituds d'una companyia teatral quan cau el teló i tot això vist a través dels ulls d'un autor teatral, carregat d'inseguretats i que compta amb el gairebé únic suport de la seva dona.

## Repartiment
- Adolfo Marsillach…Autor
- Amparo Baró…Dona
- Agustín González…Director
- Tomás Blanco…Don Benito
- Charo Soriano…Primera actriu
- Emilio Gutiérrez Caba…Periodista
- Myriam De Maeztu
- Félix Rotaeta
- José Orjas
- Erasmo Pascual
- Tota Alba
- José María Caffarel
- Verónica Forqué
- Guillermo Marín
- Blanca Sendino
- Fernando Chinarro
- Amparo Pamplona
- José Enrique Camacho